# The Name of the Game
A The Name of the Game a svéd ABBA együttes első kimásolt kislemeze az csapat 5. stúdióalbumáról. A dal az Egyesült Királyságban első helyezett volt, és 4 hétig volt slágerlistás 1977 novemberében.

## A dal története
A dalt eredetileg "A Bit Of Myself" címen jelentették volna meg. Ez volt az első ABBA dal melyet kimásoltak kislemezre a csapat 5. stúdióalbumáról az ABBA: The Album címűről. Az album megjelenése után európai és ausztrál turnéra indultak a tagok. Ez volt a legbonyolultabb kompozíciója a csapatnak, mivel Agnetha és Anni-Frid együttesen énekeltek a dalban.
A dal basszussal és szintetizátorral nyitó dal riffje Stevie Wonder 1976-os I Wish című albumának dalai ihlették, valamint Benny Andersson és Björn Ulvaeus is elismerte, hogy ebben az időszakban Wonder zenéje mélyen ihlette őket a dalszerzésben.
A dal előzetes verzióját az ABBA: The Movie 1977-es filmjében dolgozták fel. Az album elkészülte után az első kimásolt dal a Hole In Your Soul című dal lett volna, de ez elmaradt. Az I Wonder (Departure) című dal élő változata a The Name Of The Game című kislemez B. oldalán szerepel. A dalt Sydney-ben rögzítették a turné alatt a Showgourd Stúdióban. Ez a változat került a stúdióalbumra is.

## Megjelenések
7"  Franciaország Melba – 45. X. 140.314
- A The Name Of The Game 4:50
- B I Wonder (Departure) 4:30

## Fogadtatás
A The Name Of The Game az angol kislemezlistán 4 hétig volt helyezett. Ez volt a harmadik No 1 helyezés a szigetországban a Knowing Me, Knowing You és a Take a Chance On Me után.
A dal Svédországban, Belgiumban, Finnországban, Írországban, Hollandiában, Új-Zélandon, Norvégiában, Dél Afrikában slágerlistás helyezés volt, míg Ausztráliában, Németországban, Svájcban és Mexikóban is Top 10-es sláger volt. Az Egyesült Államok Billboard Hot 100-as listán szintén Top 10-es sláger volt, mely 1978 március 11-18 között 12. helyezett volt.
A dal eredeti hosszúsága 4:51 perc, melynek rövidebb változata az U.S. Promo Edit nevet kapta 3:58 perc játékidővel. Ez a hosszúságú változat az USA-ban jelent meg, valamint a The Singles: The First Ten Years című válogatáslemezre is felkerült. Az ABBA Gold című 1992-es válogatáslemezen is ez a változat szerepel.
A dal samplereit a Fugees 1996-os Rumble In The Jungle című dalában használták fel.

## Slágerlista
| Slágerlista (1977-78)                                 | Legjobb helyezés |
| ----------------------------------------------------- | ---------------- |
| Ausztrália Australian Singles Chart                   | 6                |
| Ausztria Austrian Singles Chart                       | 12               |
| Belgium Belgian Singles Chart                         | 2                |
| Egyesült Királyság Brit kislemezlista                 | 1                |
| Kanada Canadian Singles Chart                         | 15               |
| Kanada Canadian Adult Contemporary                    | 12               |
| Hollandia Dutch Singles Chart                         | 2                |
| Európa Eurochart Hot 100                              | 1                |
| Finnország Finnish Singles Chart                      | 5                |
| Franciaország French Singles Chart                    | 12               |
| Németország German Singles Chart                      | 7                |
| Írország Ír slágerlista                               | 2                |
| Mexikó Mexican Singles Chart                          | 10               |
| Új-Zéland New Zealand Singles Chart                   | 4                |
| Norvégia Norwegian Singles Chart                      | 3                |
| Svédország Swedish Singles Chart                      | 2                |
| Svájc Swiss Singles Chart                             | 6                |
| Amerikai Egyesült ÁllamokBillboard Adult Contemporary | 9                |
| Amerikai Egyesült Államok Billboard Hot 100           | 12               |
| Amerikai Egyesült Államok Cashbox Top 100 Singles     | 16               |

| Slágerlista (1977) | Helyezés |
| ------------------ | -------- |
| Egyesült Királyság | 16       |

| Slágerlista (1978)                          | Helyezés |
| ------------------------------------------- | -------- |
| Ausztrália                                  | 84       |
| Kanada RPM                                  | 96       |
| Amerikai Egyesült Államok Billboard Hot 100 | 97       |

## Feldolgozások
- Any Trouble 1995-ben vette fel saját változatát.
- 1997-ben a The SAS Band vette fek saját változatát Chris Thompsonnal.
- 1999-ben a svéd A-Teens készítette el saját változatát, az amerikai kiadásban a második verse nem szerepel.
- A 90-es években a dalt az Abbacadabra jelentette meg az Almighty Records kiadónál. A dal hangmintáit a kiadó oldalán lehetett meghallgatni.[14]
- A zenész/szövegíró Pamela McNeill vette fel a dal lassú ballada stílusú feldolgozását, melynek férje, Dugan McNeill volt a producere. A dal a Tribute to ABBA című albumon szerepel.
- 2004-ben az amerikai születésű német énekes Sidney Youngblood saját feldolgozása szerepelt a német ABBA Mania című válogatásalbumon.
- 2004-ben a svéd Nils Landgren dolgozta fel a dalt, mely Funky ABBA című albumán is megtalálható.
- 2006-ban a dalt az Eurosonic dolgozta fel chill out stílusban ABBA Chill Out című albumukra.
- A 2008-ban megjelent Mamma Mia! című filmben  Amanda Seyfried and Stellan Skarsgård előadták a dalt, melyet végül megvágtak.
- A dal szintén hallható a Mamma Mia! Sose hagyjuk abba című filmben is.
- 2018-ban Cher 26. Dancing Queen című stúdióalbumán szerepel a dal, mely ABBA feldolgozásokat tartalmaz.